# Exitianus evansi
Exitianus evansi är en insektsart som beskrevs av Mckamey och Hicks 2007. Exitianus evansi ingår i släktet Exitianus och familjen dvärgstritar. Inga underarter finns listade i Catalogue of Life.